# كلايد إيرهارد
كلايد إيرهارد (بالإنجليزية: Clyde Ehrhardt)‏ هو لاعب كرة قدم أمريكية أمريكي، ولد في 4 يوليو 1921 في باردويل في الولايات المتحدة، وتوفي في 5 فبراير 1963.

## وصلات خارجية
- كلايد إيرهارد على موقع مرجع كرة القدم المحترفة.كوم (الإنجليزية)